# Guerre de Chioggia
Guerre de Chiogga
Batailles
Pola - Chioggia
La guerre de Chioggia (italien : Guerra di Chioggia) est un conflit entre la république de Venise et la république de Gênes qui dura de 1378 à 1381, dont Venise sortit triomphante. Elle s'inscrit dans le long conflit opposant les deux cités-États depuis qu'elles commencèrent leur concurrence commerciale au XIe siècle.
La guerre eut des résultats mitigés : Venise et ses alliés ont gagné la guerre contre leurs États rivaux italiens, mais ont perdu la guerre contre le roi Louis Ier de Hongrie, ce qui a abouti à la conquête hongroise des villes dalmates.

## Contexte
Les deux puissances maritimes, Gênes et Venise, sont depuis longtemps des puissances commerciales de premier plan ayant des liens avec Constantinople qui a favorisé leur croissance au Haut Moyen Âge. Leur rivalité commerciale dans le Levant a engendré de nombreuses guerres. Gênes, ayant subi des défaites antérieures face aux Vénitiens, est sortie de la soumission aux tyrans Visconti de Milan au XIVe siècle, bien qu'elle ait également été gravement affaiblie par l’épidémie de peste noire de 1348 qui a fait 40 000 morts dans la ville. Venise a participé au démembrement de l'Empire byzantin en 1204 et s'est progressivement emparée des terres sur la mer Adriatique, entrant en conflit avec le royaume de Hongrie ; sur le continent italien, son acquisition terrestre a généré une rivalité avec la plus grande ville voisine, Padoue.
Gênes veut établir un monopole complet du commerce dans la région de la mer Noire (composé de céréales, de bois, de fourrures et d'esclaves). Pour ce faire, il lui faut éliminer la menace commerciale posée par Venise dans cette région. Gênes se sent obligée d'engager le conflit en raison de l'effondrement de l'hégémonie de l'Empire mongol sur la route commerciale d'Asie centrale qui a jusqu'alors été une source importante de richesse pour la république. Lorsque les Mongols perdent le contrôle de la région, le commerce devient beaucoup plus dangereux et beaucoup moins rentable, d'où la décision de Gênes d'entrer en guerre pour assurer que le commerce dans la région de la mer Noire reste sous son contrôle.

## Alliances
Les alliés de Gênes comprennent le royaume de Hongrie et Padoue. Le roi Louis Ier de Hongrie a conquis la Dalmatie depuis Venise et, en 1379, les forces hongroises menacent Venise elle-même par voie terrestre depuis le nord. Les forces de Padoue, sous la direction de Francesco da Carrara, coupent les communications de Venise vers l'ouest. Les alliés de Gênes comprennent également le patriarche d'Aquilée et Léopold III de Habsbourg, le duc d'Autriche.
Le danger terrestre semble insignifiant à Venise tant qu'elle peut garder la mer ouverte à son commerce et pousser la guerre contre les Génois au Levant. Les alliés de Venise, dont Barnabé Visconti de Milan, lui apportent peu d'aide de ce côté, même si ses mercenaires ont envahi le territoire de Gênes. Les troupes milanaises sont en effet défaites en septembre 1379 dans le Val Bisagno. Bernabò, dont le despotisme et les impôts ont rendu les Milanais enragés, est déposé par son neveu Jean Galéas Visconti en 1385. Emprisonné au château de Trezzo sull'Adda, il est empoisonné en décembre de la même année.
Venise a le soutien de Jean V Paléologue, l'empereur byzantin. En 1376, les Génois aident Andronic IV Paléologue à le renverser, mais en 1379, Venise rétablit ce dernier sur le trône.

## Ténédos

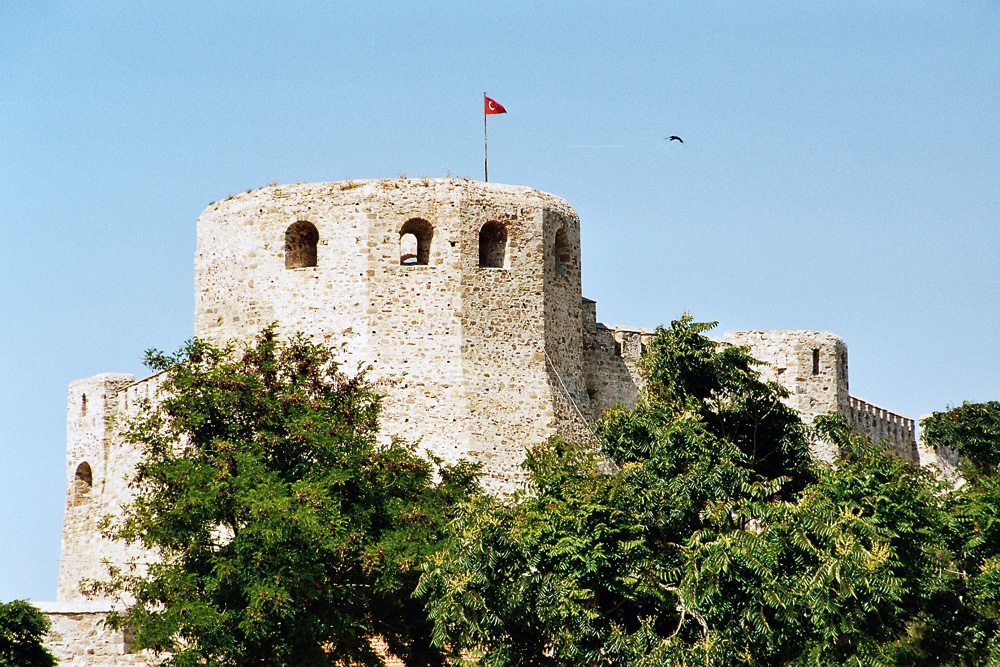
Une partie de la forteresse vénitienne de Tenedos (Bozcaada).

La guerre est principalement menée pour le contrôle de l'île de Ténédos dans la mer Égée ; les deux parties soutiennent différents prétendants au trône de l'Empire byzantin. Ténédos avait été acquise par Venise à l'Empire byzantin en 1377, mais après ce conflit, elle la cède à la maison de Savoie et l'évacue en 1381. Le pape décide que le château de Ténédos devait être démoli, plutôt que d'être une source de discorde entre les deux villes ; 4000 insulaires grecs de Ténédos ont été réinstallés en Crète et en Eubée.

## Cap d'Anzio (30 mai 1378)
Pendant la première étape de la guerre, les plans du sénat sont exécutés avec un succès général. Tandis que Carlo Zen harcèle les comptoirs génois du Levant, la flotte vénitienne commandée par Vettor Pisani attaque le 30 mai 1378 par surprise, durant une tempête, la flotte génoise dans la mer Tyrrhénienne au large du cap d'Anzio au sud du Tibre et la défait, capturant quatre galères et faisant de nombreux prisonniers .La bataille est livrée par dix galères vénitiennes contre 11 génoises. L'amiral génois, Luigi de' Fieschi, est pris avec cinq de ses galères, d'autres font naufrage. Quatre galères de l'escadre s'échappent et mettent le cap sur Famagouste à Chypre, alors tenue par Gênes. Si Pisani avait dirigé sa course vers Gênes même, qui est affolée par la défaite d'Anzio, il est possible qu'il ait dicté la paix, mais il trouve son escadre trop faible et préfère suivre les galères génoises qui se sont enfuies à Famagouste.
La nouvelle de la défaite entraîne une grande agitation à Gênes, le doge Domenico Campofregoso est destitué et remplacé par Nicolò Guarco, tandis qu'une flotte dirigée par Luciano Doria entre dans la mer Adriatique, pour aider les troupes du Patriarcat d'Aquilée.

## Traù (1378)

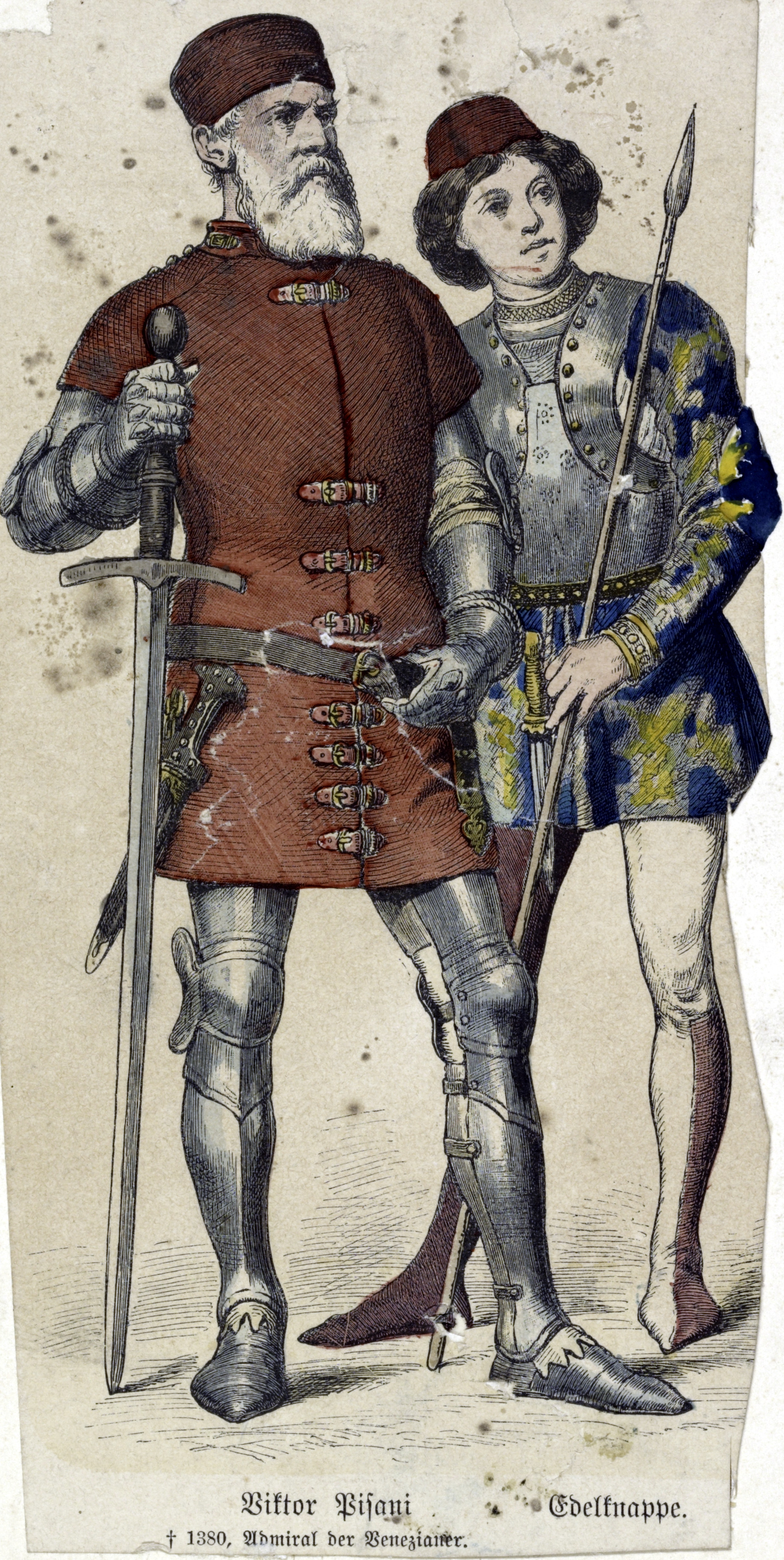
Vettor Pisani avec un chevalier napolitain.

Pisani retourne dans l'Adriatique et, avec une flotte de 25 galères, détruit le port de Sebenico (aujourd'hui Šibenik en Croatie), puis se dirige vers Traù (Trogir), où se sont regroupées 22 galères génoises, commandées par Luciano Doria. Pisani attaque Traù, mais le port, fortement fortifié, résiste à son assaut. Les Vénitiens, ayant eux-mêmes subi des dommages, se retirent à Venise.

## Bataille de Pula (7 mai 1379)
Au printemps suivant (1379), les Vénitiens tentent à nouveau d'attaquer Traù, mais sont repoussés. Au cours de l'été 1379, Vettor Pisani est employé en partie à attaquer Gênes à Chypre, mais surtout à prendre possession des villes d'Istrie et de Dalmatie qui soutiennent les Hongrois par crainte de l'ambition agressive de Venise. Il reçoit l'ordre d'hiverner sur la côte d'Istrie, où ses équipages souffrent de maladies. Gênes, remise de la panique provoquée par la catastrophe d'Anzio, décide d'attaquer Venise chez elle alors que le meilleur de ses navires avec Carlo Zeno est absent. La république ligurienne envoie une flotte forte dans l'Adriatique sous le commandement de Luciano Doria. Lorsque Pisani rentre chez lui, il est jeté en prison. Il est libéré plus tard lorsque la ville de Venise est menacée par les Génois lors de la bataille de Chioggia. 
Vettor Pisani reçoit des renforts au début du printemps 1379, mais lorsqu'il est visible par la flotte génoise forte de 25 galères au large de Pula en Istrie le 7 mai, il est légèrement en infériorité numérique et ses équipages sont encore faibles. L'amiral vénitien aurait préféré éviter la bataille et arrêter une attaque sur Venise elle-même, en menaçant la flotte génoise depuis sa base sur la côte istrienne. Il est contraint au combat par le commissaire (proveitore) Michele Steno, qui, en tant qu'agent du sénat, a autorité sur l'amiral. Les Vénitiens sont vaincus ;  ils perdent quatorze de leurs vingt galères. Luciano Doria meurt pendant la bataille, et les Génois, qui ont beaucoup souffert, ne profitent pas immédiatement de leur succès.

## Lido et Brondolo (juillet 1379)

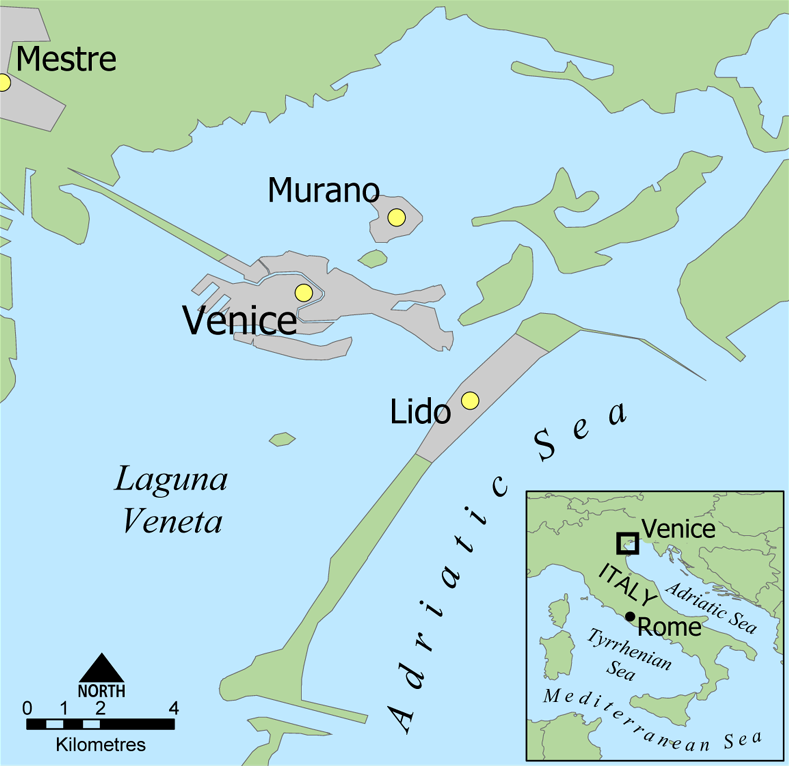
Le Lido et Venise.

Si Venise possède bien une autre flotte, elle se trouve alors dans la mer Méditerranée alors que les Génois sont dans la mer Adriatique. Ces derniers font leur apparition au large du Lido de Venise, la barrière extérieure de la lagune de Venise, en juillet, commandés par Pietro Doria et avec des renforts. En août, ils lancent une attaque navale et militaire contre la ville, avec l'aide des Padouans et des Hongrois. 
Les Vénitiens ferment les passages à travers les rives extérieures, sauf à l'extrémité sud, au niveau de l'île de  Brondolo et de la ville de Chioggia. La lagune s'approche du continent à cet endroit ; la position facilite la coopération des Génois avec les Padouans et les Hongrois, mais Chioggia est éloignée de Venise, qui ne peut être atteinte que par les canaux à travers la lagune. Les Vénitiens relèvent les bouées qui marquent le chenal et placent une escadre légère sur la lagune. Les alliés occupent bientôt Brondolo.

## Bataille de Chioggia (août 1379-juin 1380)

### Venise assiégée
Gênes s'empare de Chioggia et des forteresses vénitiennes commandant ses communications vers la Lombardie. Successivement, les cités d'Umag, Grado, Caorle sont incendiées ; Malamocco, Loreo, Poveglia, Sant'Erasmo sont occupées. 
Ce conflit tire son nom de la ville portuaire de Chioggia, qui a une garnison vénitienne de 3 000 hommes. Les Génois, qui ont été renforcés par les Hongrois et les Padouans, soudainement et de manière inattendue, attaquent l'extrémité sud de la lagune, amènent leur flotte dans les canaux de la lagune et, avec leurs alliés, prennent d'assaut et capturent Chioggia le 16 août 1379. À la mi-août 1379, Venise se trouve assiégée, attendant le retour de la flotte de Carlo Zen.
Le sénat vénitien demande la paix, mais lorsque les Génois répondent qu'ils sont résolus à « mordre et brider les chevaux de Saint-Marc », les Vénitiens décident de se battre jusqu'au bout. 
Le 13 septembre, l'Arengo, l'antique assemblée populaire, qui refait ainsi surface au moment le plus dramatique de l'histoire de la cité, se réunit dans la basilique Saint-Marc. La population tout entière est mobilisée. Vettor Pisani, alors emprisonné depuis la première défaite de Pula, est libéré à la demande populaire, les canaux sont barrés par des digues et les ports par des chaînes ; une nouvelle flotte est mise en chantier. L'enthousiasme populaire et la dramatisation n'est pas sans rappeler celle des anciens Romains dans les périodes les plus noires. Toutes les réserves vénitiennes sont mobilisées jusqu'au doge Andrea Contarini lui-même, alors âgé de 80 ans.

### Sursaut vénitien

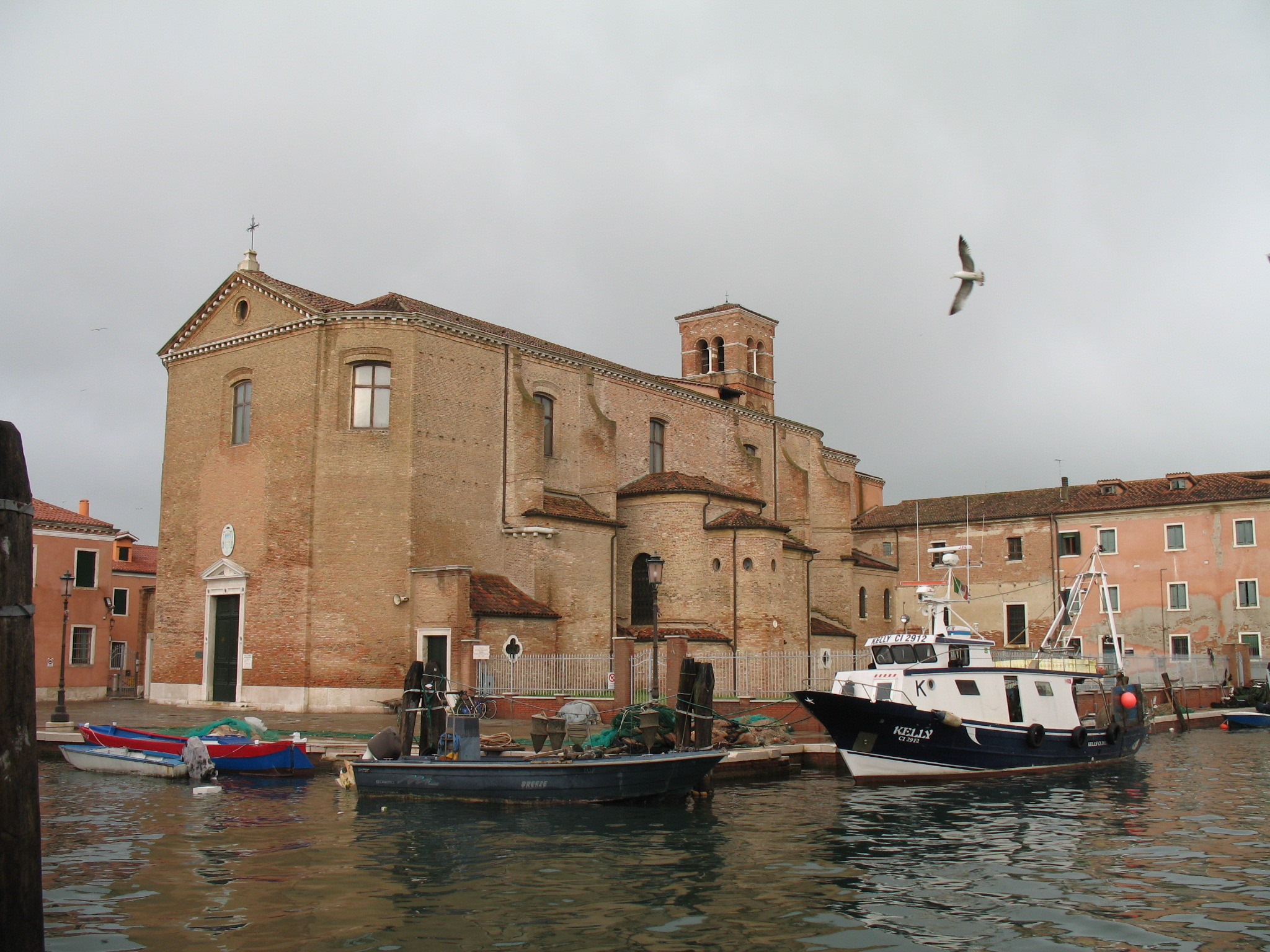
Chioggia, église Saint-Dominique.

Venise est assiégée mais ses assiégeants ne peuvent la prendre ; les mois passent. La nuit du 22 décembre, sous le couvert de l'obscurité, l'amiral Pisani fait lever l'ancre à sa nouvelle flotte forte de 35 galères et d'un nombre considérable de petites embarcations. Il parvient à surprendre la flotte ennemie dans le port de Chioggia et des centaines de barques chargées de pierres sont coulées à la sortie du port, fermant tous les canaux par lesquels la flotte génoise pourrait s'échapper du cul-de-sac de Chioggia. À terre, les Vénitiens bloquent également toute issue. Ils coupent ainsi les forces d'occupation des Padouans et de la flotte génoise.
Huit jours plus tard, Carlo Zen arrive avec ses quinze galères, puis quelques autres, finalement ce sont cinquante grands navires de combat que Venise peut aligner. La flotte de galères vénitiennes a participé à une expédition de raids en Méditerranée, avant la bataille de Pula et a causé des dommages au commerce génois dans la mer Tyrrhénienne et la mer Égée jusqu'à Beyrouth et Rhodes. Elle atteint le mouillage au large de Brondolo le 1er janvier 1380. Carlo Zen rentre chez lui à temps pour rejoindre le blocus de Chioggia. D'assiégeants les Génois deviennent assiégés.

### Blocus
L'attaque contre Chioggia tenue par les Génois se poursuit avec vigueur. Les Génois tiennent bon dans l'espoir de recevoir des renforts. Des mois d'escarmouches s'ensuivent. Les Génois tentent de dégager les obstacles dans les canaux et les Vénitiens de les défendre. Les Génois échouent également dans une tentative de maîtriser les mercenaires employés par les Vénitiens qui les assiègent. Les lourds navires génois sont très gênés par les eaux peu profondes et les passages complexes à travers la lagune. En profitant de leur embarras et de ses propres connaissances des lieux, Pisani effectue une série de mouvements qui renversent complètement la situation des envahisseurs : il exécute une succession d'attaques nocturnes, au cours desquelles il coule des navires chargés de pierres non seulement dans les canaux menant à travers la lagune à Venise, mais dans les chenaux menant de Chioggia à la pleine mer aux deux extrémités de l'île de Brondolo. Les Génois sont ainsi enfermés au moment même où ils croient qu'ils vont assiéger Venise. Pisani poste les galères en pleine mer à l'extérieur de Brondolo sous son commandement et, pendant le reste de l'année, bloque étroitement l'ennemi. La détresse des Vénitiens eux-mêmes est grande, mais le doge Andrea Contarini et les nobles donnent l'exemple en partageant les difficultés générales et en prêtant serment de ne pas retourner à Venise avant d'avoir récupéré Chioggia.
Les ressources de Gênes ont été amputées pour équiper les escadres qu'elle a déjà envoyées en mer. Gênes envoie vainement vingt galères qui n'osent attaquer : le 12 mai 1380, l'amiral Matteo Maruffo atteint Brondolo avec une force de relève. À ce moment, les Vénitiens ont récupéré l'île et leur flotte occupe un mouillage fortifié d'où ils refusent d'être extraits. Maruffo ne peut rien faire.

### Bataille
La bataille navale de Chioggia a lieu le 24 juin 1380 dans la lagune au large de Chioggia, aboutissant à une victoire pour Venise. Les Génois, au bord de la famine, se rendent et permettent ainsi aux Vénitiens de reprendre le contrôle de l'Adriatique.

## Traité de Turin (1381)

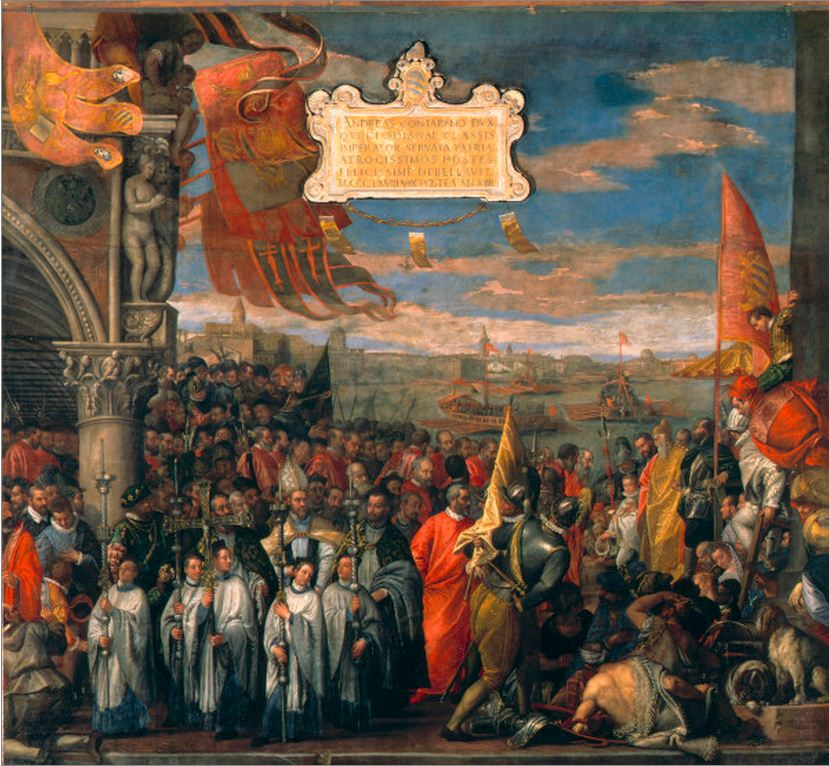
Paul Véronèse, Le Doge Andrea Contarini revenant victorieux de Chioggia.

Le 24 juin, le doge Contarini entre triomphalement à Chioggia. La guerre devait encore durer une année durant laquelle Pisani meurt de paludisme et Albert III d'Autriche, renversant son alliance, se lie à Venise en échange de la cession de Trévise ; elle cesse par le traité de Turin (1381).
Grâce à la médiation du « comte vert » Amédée VI de Savoie, les deux parties concluent un traité de paix à Turin qui ne donne aucun avantage formel à Gênes ou à Venise, mais c'est la fin de leur longue compétition : la flotte génoise n'a pas été vue dans l'Adriatique après Chioggia. Gênes ne peut que poursuivre une lutte commerciale, finalement sans grande importance. 
Ce conflit voit la première utilisation de canons embarqués à l'appui d'opérations d'assaut amphibie et peut-être contre des galères génoises.
Le conflit est presque désastreux pour les deux parties : Gênes est certainement paralysée, elle a perdu l'ascendant naval dont elle avait joui avant la guerre  ; Venise aurait peut-être autant souffert sans ses amiraux Vettor Pisani et Carlo Zen. Elle retrouve des forces et poursuit une impressionnante ascension jusqu'à sa défaite face à la Ligue de Cambrai en 1508.
La guerre qui oppose Venise et Gênes pour le maintien de leurs places commerciales dans l'empire byzantin connaît un nouvel épisode. À Constantinople, l'empereur Andronic IV Paléologue, l'instrument des Génois, est chassé par les Vénitiens qui réussissent à restaurer Jean V Paléologue, secondé son fils Manuel II Paléologue. Andronic meurt en exil en 1385.
Par la paix de Turin du 8 avril 1381, Famagouste reste aux Génois mais la dépopulation et le démantèlement de Ténédos sont ordonnés, ainsi que sa remise à Amédée VI de Savoie. Le commerce en Dalmatie est désormais soumis aux règles vénitiennes. Par ailleurs, Venise voit tous ses privilèges à Constantinople restaurés et se fait même reconnaître le droit de commercer librement en Mer Noire.